# キム・カッファン
キム・カッファン（金甲喚、Kim Kaphwan）は、SNK（SNKプレイモア）の対戦型格闘ゲーム『餓狼伝説』シリーズなどに登場する架空の人物。

## キャラクター設定

### キム・カッファン誕生までの経緯
1992年12月、SNKのMVS筐体の世界展開において拠点の一つであった韓国でのセールスを促進するため、キムは韓国出身のキャラクターとして『餓狼伝説2』（以下『餓狼2』と表記）で初登場した。そのため、彼の存在はSNKの韓国への進出に貢献することとなった。
名前は開発当初「キム・ハイフォン」となる予定だったが、「韓国からの客人に『そんな名前（二重母音「ハイ」）はありえない』と指摘された」という出来事があったため変更となり、韓国でのMVS基板やネオジオの販売を代行していたビッコムグループの会長であるキム・カッファン（金甲煥、1936年 - 2018年2月24日）の名がそのまま使われた。ただし、漢字表記は本人から一文字変えて発音が同じである「金甲喚」になっている。なお、公式の漢字表記があるにもかかわらず中国語では「金家藩」あるいは「金卡法」と当て字で書かれることが多い。また、実際の韓国語の発音では発音の変化によりカッファンではなくガプァンと発音される。妻のミョンサク（明淑）も正しくは「ミョンスク」と発音する。
2003年 - 2016年のSNK作品ではフルネームが使われず、「キム」とだけ表記される。

### 金甲煥との関係
変更後の「キム・カッファン」という名前は、変更前のキムを見て「このキャラクターでは韓国では売れない」と指摘したビッコム会長の金甲煥の名前をそのまま借りたもの。ただし、前述の「キムの名前が不自然だと指摘した『韓国からの客人』」については、後にインタビューを受けた金が自身ではないと否定し、指摘したのは名前ではなくデザイン面だと述べている。
金は当時、テコンドーのオリンピック正式種目採択のために尽力する一環として、SNKに社員を派遣してゲーム製作の技術を習得する一方、SNKが開発中のゲームにテコンドーのキャラクターを入れるようにとSNK専務の西山隆志に資料を送ったりして粘り強く提案していた。西山からは最終的に了承されたものの、リリースされたゲーム中のテコンドーキャラクターがそのまま自分の名前になっていたので、金は驚いたという。
金はキムを気に入っており、キムの絵が入った名刺を使っていた。

### 人物
職業はテコンドーの師範。テコンドーこそ世界最強の格闘技と自負し、正義を重んじ悪を許さない性格の持ち主である。基本的に何事も真面目で自分にも他人にも厳しく、また気遣いも忘れない紳士であるが、真面目過ぎる故に非常に頑固な一面から、「偽善者」などと呼ばれることがあった。
『餓狼2』のエンディングでは大会主催者にして黒幕であるヴォルフガング・クラウザーを更生している。『餓狼伝説スペシャル』（以下『餓狼SP』と表記）ではプレイヤーがギース・ハワードかクラウザーの場合CPUキムが「悪は許さんっ！」と発言し、プレイヤーがキムの時に悪人キャラクターに勝つと「今日から私が教育してやる」というメッセージが表示される。開始前デモで専用の台詞を喋る時もある。この演出が初めて登場したのは『リアルバウト餓狼伝説』（以下『RB』と表記）である。『ネオジオバトルコロシアム』では、同キャラクター対戦でもこのデモが発生する。
『ザ・キング・オブ・ファイターズ』（以下『KOF』と表記）などの客演作品では、それを誇張した描写が多い。シリーズが進むに連れて、それを助長するような演出がなされている。とくに『KOF2001』（以下『2001』と表記）の勝利画面ではかなりブラックな表現をされている。
なお、『KOF』シリーズの悪人対峙デモは『KOF'97』（以下『'97』と表記）が初出で、『KOF2003』（以下『2003』と表記）では同キャラクター戦でも発生する。
『KOF XI』においては、餓狼チームのエンディングにて酒癖の悪さも露呈しており、閉店時間を過ぎてもいつまでもパオパオカフェに居座っているだけでなく、泥酔して絡んでくるキムをリチャード・マイヤやボブ・ウィルソンも迷惑がっていた（唯一、ダック・キングだけは彼の持論に感服して聴いていた）。
『KOF XIII』における掛け合いでは、それまで偽善者的な側面を助長するような描写が抑えられ、むしろ本来の真面目さや誠実さを表す描写が多く、いつまでも復学せずにいる草薙京を真剣に叱ったり、K'が本質的には悪人でないことを理解しているといった面も見せている。また、自身の信じる正義を非難されても屈することの無い毅然とした姿勢を見せており、善悪に興味を示さず強さを求めるリョウ・サカザキに対しては「強き者にはそれなりの義務がある」と語り、同キャラ対戦時は「力無き正義に意味は無い」と厳しい哲学を説くなど、力を持つ者としての信念を垣間見せる描写もあった。逆に人生の先輩である鎮元斎から心の余裕を持つことを説かれた際には、自分の至らなさを素直に認めたりもしている。怒チーム（レオナ・ハイデルン、ラルフ・ジョーンズ、クラーク・スティル）との戦闘後では過去に兵役に就いていた事実を語っている。
なお『餓狼伝説』シリーズや『KOF』シリーズを通して、身長・体重の変化はない。
『餓狼2』と『餓狼SP』ではソウルの南大門前をホームステージとして戦う。『餓狼SP』においては、いくつかの条件を満たすことでステージ背景を飛んでいく姿を見ることもできる。
ゲームの中で「流星落」のような足を狙って攻撃する技を持つが、試合と実戦を分けて考えている（テコンドーの試合の際にはルールを守っている）ため問題はない。

### 家族と血縁者
家族構成は妻のキム・ミョンサク、長男のキム・ドンファンと次男のキム・ジェイフン。のちにドンファンとジェイフンは『餓狼 MARK OF THE WOLVES』（以下『餓狼MOW』と表記）に使用キャラクターとして登場する。
ミョンサクとは彼女が働いていた食堂に客として訪れたことがきっかけで知り合い、彼女の誕生日に花束を贈り交際がスタートした。
『風雲スーパータッグバトル』（以下『風雲STB』と表記）に登場するキム・スイルは彼の何代かあとの子孫に当たり、『KOF2000』（以下『2000』と表記）ではカッファンのアナザーストライカーとして登場している。
また、作品の世界が繋がっているのかは不明だが『サムライスピリッツ閃』には「誕生する鳳凰の系譜」というキャッチコピーを持ち、技も幾つか同名のものを持つキム・ヘリョンが登場する。

### 犯罪者の更生指導
『KOF』シリーズの1作目となる『KOF'94』（以下『'94』と表記）に、脱獄囚のチャン・コーハンと通り魔のチョイ・ボンゲを引き連れて、韓国チームとして参戦する。目的は大会を通じて2人を更生させること。だが2人の目的は更生などではなく、大会の優勝賞金獲得であった。次作の『KOF'95』（以下『'95』と表記）では、2人はキムのもとから逃れるために戦っており、更生など望んでもいなかった。
さらに『KOF'96』（以下『'96』と表記）にて、最終ボスであるゲーニッツとの戦闘前に、キムの傍らにいるチャンとチョイが更生などしておらず、キムに出会う前と何ら変わっていないことをゲーニッツが看破して指摘すると、チャンとチョイは咄嗟にごまかした。だが、キムはそのことを看破できず、「でたらめを言うな！」「2人は更生している」と反論して、ゲーニッツから「おめでたい人ですね」と呆れられた。次作となる『KOF'97』（以下『'97』と表記）でも最終ボスのオロチからもチャンたちのキムに対する面従腹背の心を指摘されている。『'96』『'97』の両作品では結局2人を「更生できた」と思い込み、自分のもとから解放しているが、その後のチャンたちが自ら墓穴を掘ったため、キムは自身の生涯をかけて2人を更生させることを決意し、再び彼らを引き取る。
キムによる2人の更生はいまだに実現できず、2人の面従腹背の心も見抜けないキムの愚鈍さが強調されている。だが、『KOF'99』（以下『'99』と表記）でキムの同門のジョン・フーンがチャンとチョイの更生指導に加わってからは、チャンたちの性格は以前と比べてかなり丸くなっているなど、ある程度の変化も見られ、2人も彼らから逃れることを半ば諦めている模様。
なお、『KOF XIII』のストーリーではチャンとチョイによって、自分たち以上の悪人と語るライデンとホア・ジャイの2人を新たな更生の対象とすることになるが、この2人の方がチャンたちより上手であったので、ライデンたちの更生した演技を見たキムは、自分のチャンたちに対する教育が甘過ぎたことを再認識することになり、結局はより厳しい更生指導を行うことになっている。
『KOF XIV』では師匠のガンイルからチャンとチョイが『地底王』と恐れられているザナドゥと『悪人チーム』として出場することを知らされ、2人を連れ戻すためにガンイルと彼のガールフレンドであるルオンとチームを組んで出場する。しかし、豪放磊落なガンイルと蠱惑的な言動を繰り返すルオンには完全に翻弄されており、エンディングではガンイルたちを帰らせようとするも失敗し、心中で「面倒臭い」という本音を零すコミカルな姿を見せている。

### 他のキャラクターとの関係
『餓狼伝説』本編においては、『餓狼伝説3』でキムの弟子のアリス・クライスラーが代わりに参戦する予定があったが、最終的に未登場となった。その後、アリスは『RB』のキムのエンディングや、『RBS』のキムの勝利ポーズ、『KOF2002UM』の韓国ステージの背景などに登場した。また、パチスロ版『餓狼伝説』ではメインキャラクター、『Days of Memories 〜純白の天使たち〜』ではヒロインの一人として扱われており、これらの後期作品ではアリス・ガーネット・中田（ナカタ）に改名されている。アリスはテリー・ボガードのファンであり、テリーに似た格好をしていることが多い（キム同様の道着姿の場合もある）。
ホンフゥとは一時期韓国の同じ道場で修行していたが、国籍や技の流派が異なり「キムの同門」と認識されることは少ない。
『KOF』における関係者には、『'94』で登場したチャンとチョイと『'99』で登場したジョンがいるほか、『2001』では新たな弟子にメイ・リーが登場している。『XIV』ではガンイルとルオンが登場している。
『KOF MAXIMUM IMPACT』（以下『KOF MI』と表記）における弟子にはチェ・リムが登場して、初期の作品ではキムの代理で出場している。『KOF MAXIMUM IMPACT 2』（以下『KOF MI2』と表記）のリムのバックストーリーでは、アリスがリムの友人として登場する。

### カプコンとのクロスオーバー
カプコンとのクロスオーバー作品である『SNK VS. CAPCOM SVC CHAOS』では、春麗から犯人隠匿罪を指摘されており、チャンとチョイの身柄の引き渡しを要求されるが、これ以前にリリースされた『CAPCOM VS. SNK』シリーズではこのような追及はない。
『CAPCOM VS. SNK』シリーズでは、ライデンを悪役レスラーという理由で悪人と決めつけたり、ユリ・サカザキに至っては決め台詞に「正義は勝つ」と言わせようと強要したり、自分の「正義」を勝手に解釈されたことで咎めた。
また、『CAPCOM VS. SNK 2』にて『ジャスティス学園』シリーズの鑑恭介からは「正義に対する姿勢には賛成するが、少々生真面目が過ぎるのでは？」と指摘されている。

## ゲーム上の特徴
飛び道具こそ持たないが、操作性に優れ、機動力も高い。『餓狼SP』では、攻撃判定の強い各種通常技、避け攻撃を打ち破る「半月斬」、無敵時間が付いた「飛燕斬」、空中にいればいつでも出せる「飛翔脚」、高速突進技の「鳳凰脚」など、高性能な技の存在に恵まれている。連続技の威力も高く、とりわけ、発生が遅い代わりに2ヒットする近距離立ち強キック（攻撃値20×2（実際は補正などで36）で数値上は超裂破弾と同値）をキャンセルして「鳳凰脚」に繋げると全体力の8割を減らす連続技は他のキャラクターを圧倒する。本作では、雑誌『ゲーメスト』の評価で最強キャラクターに位置付けられた。他の作品でも強力な技に恵まれており、安定した強さを持つキャラクターである。
『餓狼3』には操作キャラクターとして登場しなかったが、『RB』にて参戦を果たす。「飛燕斬」を決めたあとに追撃攻撃ができるようになったほか、「飛燕斬」はコンビネーションアタックからもつなげることが可能になったことでより強化された。「半月斬」はヒット数が増えたが、代わりに技の隙が大きくなった。空中から踏み付け攻撃を出す「飛翔脚」は、技の性質が変更されたが、ジャンプ攻撃をキャンセルして出すことが可能で、相手を固めることもできる。空中から急襲する「鳳凰天舞脚」は、「飛翔脚」を強化した性質の技で、「飛翔脚」同様、ジャンプ攻撃をキャンセルして出すことができる。切り札の「鳳凰脚」は潜在能力となり、演出が仰々しくなった。連続技に組み込むことが可能な点は、『KOF』シリーズでも同様である。
『KOF』シリーズでは、『'94』にてチャンとチョイを連れて登場。通常技の構成が『餓狼2』や『餓狼SP』と比べて少し変更されており、ややクセがあるがキャラクター性能は高い。『'95』では新技として「流星落」が追加された。最初に出す滑り込み蹴りは、動作が速く、立ちガード不可で、動作中はキムの食らい判定が小さくなる。また、パワーMAX状態からガードキャンセルを発動できるようになったことで、「鳳凰脚」が使いやすくなった。通常技やカウンター攻撃からはもちろん、ガードキャンセルで出しても強力であった。また、空中でも出すことが可能で、奇襲に使用できた（『'94』でも「鳳凰脚」は空中で出すことはできたが、制限があった）。大幅な調整が施された『'96』以降も毎年出場しているが、全体的にそれほどの変化は無く、新技が追加されたり、ジョン・フーンの参戦によって無くなった技もあるが、安定した強さを持っている。

## 技の解説

### 通常技

#### 『KOF』シリーズ
技名が公表されている『'94』〜『'96』の名称のみ記載。
| 操作                                            | 立ち（近距離）                                      | 立ち（遠距離）                                              | しゃがみ                                                      | 垂直ジャンプ                                              | 前方ジャンプ                                              | 後方ジャンプ                                              |
| ----------------------------------------------- | --------------------------------------------------- | ----------------------------------------------------------- | ------------------------------------------------------------- | --------------------------------------------------------- | --------------------------------------------------------- | --------------------------------------------------------- |
| 弱パンチ                                        | ジャブ                                              | チルギ                                                      | しゃがみジャブ                                                | 『'95』以前：ジャンプジャブ 『'96』：ジャンプ・ネリチルギ | 『'95』以前：ジャンプジャブ 『'96』：ジャンプ・ネリチルギ | 『'95』以前：ジャンプジャブ 『'96』：ジャンプ・ネリチルギ |
| 強パンチ                                        | ディチャギ                                          | 『'95』以前：ドリャチャギ 『'96』：ディホリョチャギ         | 『'94』：払い蹴り 『'95』：ピットロチャギ 『'96』：滝割り蹴り | 『'94』：ジャンプ・アプチャギ 『'95』以降：飛燕蹴り       | 『'94』：ジャンプ・アプチャギ 『'95』以降：卍蹴り         | 『'94』：ジャンプ・アプチャギ 『'95』以降：卍蹴り         |
| 弱キック                                        | 『'95』以前：ひざ蹴り 『'96』：ヨプチャギ           | アプチャギ                                                  | 『'95』以前：しゃがみ蹴り 『'96』：しゃがみヨプチャギ         | ジャンプ・アプチャギ                                      | ジャンプ・アプチャギ                                      | ジャンプ・アプチャギ                                      |
| 強キック                                        | 『'95』以前：ネリチャギ 『'96』：バンデ・ヨプチャギ | 『'95』以前：パンデ・ドリャチャギ 『'96』：ディドリョチョギ | 『'95』以前：すくい蹴り 『'96』：しゃがみトルリョチョギ       | カッファン蹴り                                            | 『'95』以前：カッファン蹴り 『'96』：カッファン二段蹴り   | 『'95』以前：カッファン蹴り 『'96』：カッファン二段蹴り   |
| 攻撃避け                                        | カッファン避け                                      | カッファン避け                                              | -                                                             | -                                                         | -                                                         | -                                                         |
| 『'94』：スルーアタック 『'95』：カウンター攻撃 | 天誅絶技                                            | 天誅絶技                                                    | -                                                             | -                                                         | -                                                         | -                                                         |
| ふっ飛ばし攻撃                                  | 撃砲脚                                              | 撃砲脚                                                      |                                                               | 『'94』：カッファン蹴り 『'95』以降：天誅脚               | 『'94』：カッファン蹴り 『'95』以降：天誅脚               | 『'94』：カッファン蹴り 『'95』以降：天誅脚               |
| ダッシュ                                        | 前ダッシュ                                          | 前ダッシュ                                                  | -                                                             | -                                                         | -                                                         | -                                                         |
| バックステップ                                  | バックステップ                                      | バックステップ                                              | -                                                             | -                                                         | -                                                         | -                                                         |

### 特殊技
ヨプチャギ
避け攻撃。『餓狼2』では発生が遅かったが、『餓狼SP』では一部のキャラクターの避け攻撃の動作が遅くなったことで、キムの避け攻撃の遅さはそれほど目立たなくなった。『RB』での技名は「ヨプチャチルギ」。
ネリチャギ
元々は『餓狼SP』までの近距離立ち強キックで、小さく跳び上がりつつ足を振り上げ踵落としを放つ2段技。『RB』以降は特殊技となった。威力は高く、2段目は中段判定。
覇気脚（はききゃく）
『RB』での特殊技。威力は非常に低いが下段判定の攻撃で、『RBS』や『KOF'98』（以下『'98』と表記）以降は必殺技扱いとなった。テリー・ボガードが使う「パワーウェーブ」のように地を這う飛び道具をかき消す性質を持つ。
パンダルチャギ
『餓狼伝説 WILD AMBITION』（以下『餓狼WA』と表記）での特殊技。上段後ろ回し蹴りで、ヒット時には後述の「ミョンドカルチャギ」に派生可能。
ミョンドカルチャギ
『餓狼WA』での「パンダルチャギ」の派生技。後ろ向きに跳び上がっての蹴り技。

双龍脚（そうりゅうきゃく）
『餓狼WA』での特殊技。空中で後ろに向かって両足での蹴りを放つ技。
パッカソ
『餓狼WA』での特殊技。ステップを踏んで相手に背を向ける技で、その状態では背面向き専用の通常技や後述の「風輪脚」を出すことができる。
風輪脚（ふうりんきゃく）
『餓狼WA』での「パッカソ」の派生技で、中段跳び回し蹴り。

トラ・ヨプチャギ
『'97』から追加された特殊技。動作は『'96』での遠距離強パンチが元になっており、前方に向って跳び蹴りを放つ。「飛翔脚」や「鳳凰脚」でキャンセル可能。その後『'99』において「空連撃」に取って代わられたが、『KOF XII』からは再び使用している。
空連撃（くうれんげき）
『'99』にて追加された特殊技。前方へ小さく飛びつつ、2段蹴りを繰り出す。弱攻撃から連続ヒットするほか、1段目が必殺技キャンセル可能で、「飛翔脚」や「鳳凰脚」でキャンセルをかけるのが常套手段。
疾空撃（しっくうげき）
『KOF XI』で追加された特殊技。ダッシュ中に発動可能で、跳び上がりながらの蹴りを繰り出す技。

### 通常投げ
殺脚投げ（さっきゃくなげ）
相手を掴んで後方に投げ飛ばす。『餓狼SP』までは、「飛翔脚」を空振りさせるようにして相手の目の前に着地してそのまま投げに移行するというテクニックが存在する（CPUキムも実際に使ってくる）。『KOF』シリーズにもあり、『'95』までと『2003』、『KOF XIII』では投げ技はこの殺脚投げのみである。
体落とし（たいおとし）
『RB』シリーズの通常投げ。相手の胸倉を掴んで、背負い投げのように自分のすぐ後ろに叩きつける。
首極め落とし（くびきめおとし）
『'96』以降の通常投げ。相手を捕えてから首を両足で抱え込んで地面に叩きつける。ダウン回避不可。
『'96』と『'97』でチョイにこの技を決めると、ダメージが2倍になるというバグが存在する。
延髄蹴り（えんずいげり）
『KOF XI』での通常投げ。飛び上がりつつ敵の延髄に蹴りを叩き込んで吹き飛ばす。
三連脚（さんれんきゃく）
『KOF XIV』での通常投げ。掴んだ相手の足元と頭に素早く後ろ蹴りを叩き込み、最後に足刀蹴りで吹き飛ばす。

### 必殺技
半月斬（はんげつざん）
前方に飛び込みながら空中で回転しての開脚蹴りを繰り出す突進技。『餓狼2』および『餓狼SP』では（特に強の）突進力が大きく、攻撃判定が2度出現し、相手の体力を削る量の多さもかなりのものであった。『RB』シリーズでは攻撃回数が増え、突進力もさらに上がったが、技の隙が増大した。『KOF』シリーズでは『'95』までは単発攻撃で、当てると相手をダウンさせる。『KOF'96』以降は強の射程がかなり長くなっており、攻撃回数も『RB』シリーズ並に、『'99』ではカウンターモード中に出すことで「鳳凰脚」でキャンセルが可能で、連続技にできる。『KOFXII』以降は空中でも出せるようになった。
飛燕斬（ひえんざん）
後方に宙返りをしながら上方向へ蹴り上げる。『RB』では横回転しながら蹴り上げるような感じのモーションに変更されている。
天昇斬（てんしょうざん）
『RB』版「飛燕斬」（『RB2』などでは「空砂塵」）からの追加技で、空中から蹴り落とす。『KOF』シリーズにも同様の追加技があるが、技名はただ「追加攻撃」（『KOF MI』シリーズでは「天昇斬」の名前が採用された）。『KOF』では動作がオーバーヘッドキックだったが、『KOF2002』（以下『2002』と表記）からジェイフンのものと同じ踵落としに変更されている。『KOF MI』シリーズではオーバーヘッドキックに戻っている。

飛翔脚（ひしょうきゃく）
空中から急降下しながら連続して蹴り付ける。『餓狼2』『餓狼SP』および『'94』『2002』では、蹴りの姿勢で滑空するように急降下し、当たると相手をロックして連続で踏み続けてダウンさせるもので、ガードされると後ろに跳ね返る（『餓狼SP』では、この間にジャンプ攻撃を出せる。『2002』でもジャンプ強キックでのみ可能）という性質であった。『'95』および『RB』以降、その他の作品では踏み付けながら降りていくようになった。『RB』シリーズでは、ジャンプ攻撃をキャンセルして出すことも可能。
戒脚（かいきゃく）
『RB』シリーズの「飛翔脚」の追加技。着地後にスライディングキックで相手をダウンさせる。

空砂塵（くうさじん）
『RB』にて追加された技。縦に飛び上がりながらの連続回し蹴り（『RB2』では横に飛び上がりながら連続回し蹴りをする）。『RB2』と『餓狼伝説 WILD AMBITION』（以下『WA』と表記）でのみ「天昇斬」を追加できる。『ネオジオバトルコロシアム』（以下『NBC』と表記）のみ空中版が存在する。『'99』ではジョン・フーンの技となった。
覇気脚（はききゃく）
『KOF』シリーズなどでは「鳳凰脚」でのみキャンセル可能（シリーズによってはスーパーキャンセル扱い）。また『KOF』（『2003』までや『MI』シリーズ）、『SVC CHAOS』では、必要な分のゲージがないときに「鳳凰脚」のコマンドを入力すると、すぐに動作を止めて隙が無くなる「覇気脚キャンセル」と呼ばれるテクニックが存在する。『2001』では、ダウン中の相手に対する追撃技にもなる。
ダブルデチャギ
『2001』からの技。「空砂塵」に似ているが、回し蹴りではなく後ろ蹴り（デチャギ、あるいはティチャギ）を二連発する。『2001』では「覇気脚」の追加技だったが、『2002』以降は「三連撃」三段目の一種となった。『KOF MI』シリーズでは両方のバージョンが存在する。

流星落（りゅうせいらく）
『'95』からの技。スライディングキックから跳んで踵落としを決める。『KOF XI』では踵落としを追加入力で出すように変更された。『KOF MI』シリーズでは特殊技となっている。
三連撃（さんれんげき）
『'98』からの技。蹴りのコンビネーションを繰り出す連続入力技（3回まで）で、三段目のモーションはボタンの強弱で変化するが、『'98』では最初の入力の強弱に依存し途中で変更できず、『2002』から三段目の入力で変化するようになった。
『'99』から『2001』の間はこの技を元にした「空連撃」という特殊技があった。
『KOF MI』シリーズでは、技名に「壱式」「弐式」「参式（参式改）」と付けられている。『KOF MI2』では2段目をヒットさせないと3段目まで派生しない。
技名は『風雲STB』でのスイルの技「三連激」が元になっている。
三空撃（さんくうげき）
『2002』以降の「三連撃」一段目から派生する技で、跳びつつの回し蹴りから踵落としを決める。『KOF MI』シリーズでは「三連撃」が空振りすると技が出せない。『NBC』では通常の三連撃の入力に組み込まれており、「ダブルデチャギ」や「空中空砂塵」にも派生可能。
疾空撃（しっくうげき）
『KOF XI』で追加された、「三連撃」のもう一つの派生技。二段目から跳びつつ回し蹴りと後ろ回し蹴りを決める。特殊技としても存在する。

灼火襲（しゃっかしゅう）
『KOF MI2』で追加。片脚立ちの構えから蹴りの連打を繰り出す。元は『餓狼MOW』でのジェイフンの技。

### 超必殺技（潜在能力）
鳳凰脚（ほうおうきゃく）
片膝を上げたポーズで突進、当たった相手に高速での連続攻撃を叩き込む乱舞技。『'97』および『'98』ではガードされても乱舞攻撃が発動し、相手の体力を削る（フィニッシュには移行しない）。『餓狼』シリーズでは『RB』以降（『DOMINATED MIND』除く）は潜在能力となっている。
『2001』までフィニッシュは「飛燕斬」（『RB』版では「空砂塵」からの「飛燕斬」、『KOF』シリーズのMAX版ではそれにオーバーヘッドキックも追加）だったが、『2002』ではノーマル版が「三空撃」と同じ動作、MAX版が「ダブルデチャギ」からの踵落としに変更された。『2003』からのリーダー超必殺技では技名が「秘伝鳳凰脚」となり、「飛燕斬」でフィニッシュする。
『餓狼2』では相手に密着して出すと、相手キャラの食らい判定が後方に発生するという現象によって、相手はガードできなかった。これによって、様々な場面で「鳳凰脚」がヒット確定する状況が生まれ、対キム戦では終盤の削り合いに突進系の必殺技が禁じ手（アンディ・ボガードの「斬影拳」にさえ確定する）になるなど、独特の緊張感が生まれた。
『KOF』シリーズなどでは空中からも出せる（『'94』では、やや複雑なコマンドであった）。ただし『2002』ではノーマル版は地上からでのみ、MAX版は空中からでのみ出せるようにされた。
キムの関係者はこの技ないし、これに類似した技を修得している者がほとんどである（例外を挙げると、ジョンはこれに類似した技を使うことがない）。『RBS』ではフィニッシュ時に鳳凰が浮かび上がる。
ゼロ距離鳳凰脚（ぜろきょりほうおうきゃく）
『2002』および『NEOWAVE』のMAX2（『KOF MI』シリーズでは「秘伝鳳凰脚」の名前で使用）。投げ判定で、『餓狼2』での「鳳凰脚」を擬似的に再現したもの。
『2002UM』ではフィニッシュが上述の『RBS』仕様のものに変更されている。
鳳凰天舞脚（ほうおうてんぶきゃく）
『RB』からの技（『DOMINATED MIND』では潜在能力）。「飛翔脚」の動作で急降下し、「飛燕斬」の動作で何度も蹴り上げた後、後ろ回し蹴りで吹き飛ばす。『2001』では「飛翔脚」の部分がオーバーヘッドキックに変更されている（『KOF MI』シリーズでも同様）。
鳳凰飛天脚（ほうおうひてんきゃく）
『'99』からの技。真上に思い切り蹴り上げる。『'99』では蹴り上げた後に踵落としで追撃する技だが、『2000』から以降は踵落としによる追撃が無くなり、任意の技で追撃ができるようになった。
零式鳳凰脚（ぜろしきほうおうきゃく）
『KOF XIII』でのNEO MAX。相手の両側を高速移動しながら目にも止まらぬ連続蹴りを繰り出し、空中にかち上げた相手にネリチャギでフィニッシュする乱舞技。『KOF XIV』でもCLIMAX超必殺技として使用する。

## 他のメディアでのキム
『コミックボンボン』の漫画版『餓狼伝説2』（細井雄二・作）では原作ゲームとは正反対の、クラウザー配下の悪人となっている。だがキムの真の目的はクラウザーの力で集められた格闘家を自らがすべて倒すことによってテコンドーを武道の頂点に君臨させることだった。最後はジョー・ヒガシに敗れ去った上にビリー・カーンに脳天を棒で突かれて倒される。同作品内に登場するキムのクローン体がゲーム版の「天昇斬」に似たオリジナル必殺技「飛燕返し」を使用するなど、技にも独特のアレンジが加えられている。
一方、前述の『ボンボン餓狼』を除いた漫画版や映画を初めとするアニメ版では原作ゲームと同様の正義を重んじる人物であり、主人公であるテリーと対戦して「鳳凰脚」で破るなどの見せ場もある。
また、『コミックボンボン増刊号』の漫画版『KOF'95』（細井雄二・作）では同作者の『ボンボン餓狼』から「技の見切りに長ける」特技を継承しつつ、表情は原作ゲームと同じく温和になっている。
『THE KING OF FIGHTERS ALLSTAR』では通常のキムのほか、2020年6月10日より女体化されたプリティー・キムが登場。ストレートの黒髪をポニーテールにした道着姿の幼い少女で、道着のデザインは通常のキムから引き継がれている。

## 登場作品
- 餓狼伝説シリーズ
  - 餓狼伝説2
  - 餓狼伝説スペシャル
  - リアルバウト餓狼伝説
  - リアルバウト餓狼伝説スペシャル
  - リアルバウト餓狼伝説 DOMINATED MIND
  - リアルバウト餓狼伝説2
  - 餓狼伝説 WILD AMBITION
- ザ・キング・オブ・ファイターズシリーズ
  - ザ・キング・オブ・ファイターズ'94 - XV
  - ザ・キング・オブ・ファイターズNEOWAVE
  - ザ・キング・オブ・ファイターズR-1
  - 熱闘ザ・キング・オブ・ファイターズ'95
  - ザ・キング・オブ・ファイターズEX - EX2
  - KOF MAXIMUM IMPACT2
  - KOF MAXIMUM IMPACT REGULATION "A"
- SNK VS. CAPCOM SVC CHAOS
- ネオジオバトルコロシアム
- CAPCOM VS. SNKシリーズ
- パズル&ドラゴンズ
- クラッシュフィーバー
- 大乱闘スマッシュブラザーズ SPECIAL

## 担当声優
格闘ゲームでの担当声優
- 橋本さとし（「餓狼伝説シリーズ」、「KOFシリーズ」〈『'94』 - 『XI』〉）
- 長田和彦（「KOFシリーズ」〈『XII』 - 『XIV』まで〉）
- 河本邦弘（『THE KING OF FIGHTERS XV』）

その他のゲームでの担当声優
- 河本邦弘（『THE KING OF FIGHTERS ALLSTAR』）
- 大橋彩香（『THE KING OF FIGHTERS ALLSTAR』：プリティー・キム）
- 江口拓也（『THE KING OF FIGHTERS for GIRLS』）

その他の関連作品での担当声優
- 中村大樹（アニメ『バトルファイターズ 餓狼伝説2』、『餓狼伝説 -THE MOTION PICTURE-』）
- 磯部弘（ドラマCD『電撃CD文庫 餓狼伝説2』、『電撃CD文庫 餓狼伝説SPECIAL』）
- 河本邦弘（アニメ『THE KING OF FIGHTERS:DESTINY』）

## 関連人物
- キム・ドンファン - 長男
- キム・ジェイフン - 次男
- ホンフゥ - 同門、妻との仲を取り持ってくれた
- テリー・ボガード - 知り合い、『KOF XI』でのチームメイト
- アンディ・ボガード - 知り合い
- ジョー・ヒガシ - 知り合い
- ダック・キング - 知り合い、『KOF XI』でのチームメイト
- ライデン - テリーのライバル、『KOF XIII』でのチームメイト
- ホア・ジャイ - ジョーのセコンド、『KOF XIII』でのチームメイト
- 秦崇秀 - 『RB餓狼伝説2』のエンディングで弟子にした
- 秦崇雷 - 『RB餓狼伝説2』のエンディングで弟子にした
- アリス・クライスラー - 『RB餓狼伝説』のエンディングなどに登場する弟子
- チャン・コーハン - 『KOF』キャラクター、彼が脱獄して暴れているシーンをTVで目撃したので更生のために弟子にした
- チョイ・ボンゲ - 『KOF』キャラクター、通り魔をやっていた彼が襲いかかってきたので更生のために弟子にした
- ジョン・フーン - 『KOF』キャラクター、同門およびライバル、『KOF'99』 『KOF 2000』 『KOF 2003』でのチームメイト
- メイ・リー - 『KOF』キャラクター、弟子、『KOF 2001』でのチームメイト
- ガンイル - 『KOF』キャラクター、師匠、『KOF XIV』でのチームメイト
- ルオン - 『KOF』キャラクター、師匠の友人、『KOF XIV』でのチームメイト
- チェ・リム - 『KOF MI』キャラクター、弟子
- キム・スイル - 『風雲STB』キャラクター、子孫
- キム・ヘリョン - 『サムライスピリッツ閃』のキャラクター、同姓で同名の技を持つ